# William Somerset Maugham
William Somerset Maugham (Pariz, 25. siječnja 1874. – Nica, 16. prosinca 1965.), engleski pripovjedač i dramatičar.
Nekoć jedan od najčitanijih prozaista dvadesetoga stoljeća. Mnogo je putovao, a od 1930. stalno je živio na francuskoj rivijeri. Maugham, s pozornošću dijagnostičara, izlaže stranputice volje i erosa, obavijajući sudbine svojih junaka efektnom skepsom i objektivnom ironijom. Najpoznatiji su mu romani "Ljudsko robovanje", "Oštrica britve" i "Obojena koprena" (prevedeno i kao "Oslikani veo").